# Världsmästerskapet i volleyboll för herrar
Världsmästerskapet i volleyboll för herrar har arrangerats sedan 1949 av Fédération Internationale de Volleyball (FIVB). Mästerskapen hölls vart fjärde år fram till 2022. Ursprungligen hölls mästerskapen samma år som olympisk spelen. I samband med att volleyboll blev en olympisk sport 1964 ändrade FIVB tidpunkten för mästerskapet så att det hölls jämna år mellan de olympiska sommarspelen från och med 1962.  Sedan 2025 hålls mästerskapen vartannat år.

## Upplagor
| Säsong               | Säsong                                                                                 | Podium          | Podium          | Podium        | Podium                 |
| År                   | Spelplats                                                                              | Guld            | Silver          | Brons         | Fyra                   |
| -------------------- | -------------------------------------------------------------------------------------- | --------------- | --------------- | ------------- | ---------------------- |
| 1949                 | Prag                                                                                   | Sovjetunionen   | Tjeckoslovakien | Bulgarien     | Rumänien               |
| 1952                 | Moskva                                                                                 | Sovjetunionen   | Tjeckoslovakien | Bulgarien     | Rumänien               |
| 1956                 | Paris                                                                                  | Tjeckoslovakien | Rumänien        | Sovjetunionen | Polen                  |
| 1960                 | Rio de Janeiro                                                                         | Sovjetunionen   | Tjeckoslovakien | Rumänien      | Polen                  |
| 1962                 | Moskva                                                                                 | Sovjetunionen   | Tjeckoslovakien | Rumänien      | Bulgarien              |
| 1966                 | Prag                                                                                   | Tjeckoslovakien | Rumänien        | Sovjetunionen | Östtyskland            |
| 1970                 | Sofia                                                                                  | Östtyskland     | Bulgarien       | Japan         | Tjeckoslovakien        |
| 1974                 | Mexico City                                                                            | Polen           | Sovjetunionen   | Japan         | Östtyskland            |
| 1978                 | Rom                                                                                    | Sovjetunionen   | Italien         | Kuba          | Sydkorea               |
| 1982                 | Buenos Aires                                                                           | Sovjetunionen   | Brasilien       | Argentina     | Japan                  |
| 1986                 | Toulouse                                                                               | USA             | Sovjetunionen   | Bulgarien     | Brasilien              |
| 1990 mer information | Rio de Janeiro                                                                         | Italien         | Kuba            | Sovjetunionen | Brasilien              |
| 1994                 | Aten                                                                                   | Italien         | Nederländerna   | USA           | Kuba                   |
| 1998                 | Fukuoka                                                                                | Italien         | Jugoslavien     | Kuba          | Brasilien              |
| 2002                 | San Juan                                                                               | Brasilien       | Ryssland        | Frankrike     | Serbien och Montenegro |
| 2006                 | Japan                                                                                  | Brasilien       | Polen           | Bulgarien     | Serbien och Montenegro |
| 2010                 | Ancona                                                                                 | Brasilien       | Kuba            | Serbien       | Italien                |
| 2014 mer information | Atlas Arena, (saknas), Nationalstadion, Hala Stulecia, (saknas), Ergo Arena och Spodek | Polen           | Brasilien       | Tyskland      | Frankrike              |
| 2018 mer information | Italien och Bulgarien                                                                  | Polen           | Brasilien       | USA           | Serbien                |
| 2022 mer information | Polen                                                                                  | Italien         | Polen           | Brasilien     | Slovenien              |
| 2025                 |                                                                                        |                 |                 |               |                        |
| 2027                 |                                                                                        |                 |                 |               |                        |

## Medaljliga
| Pos. | Lag                    | Guld | Silver | Brons | Fyra |
| ---- | ---------------------- | ---- | ------ | ----- | ---- |
| 1    | Sovjetunionen          | 6    | 2      | 3     | -    |
| 2    | Italien                | 4    | 1      | -     | 1    |
| 3    | Brasilien              | 3    | 3      | 1     | 3    |
| 4    | Polen                  | 3    | 2      | -     | 2    |
| 5    | Tjeckoslovakien        | 2    | 4      | -     | 1    |
| 6    | USA                    | 1    | -      | 2     | -    |
| 7    | Östtyskland            | 1    | -      | -     | 2    |
| 8    | Rumänien               | -    | 2      | 2     | 2    |
| 9    | Kuba                   | -    | 2      | 2     | 1    |
| 10   | Bulgarien              | -    | 1      | 4     | 1    |
| 11   | Jugoslavien            | -    | 1      | -     | -    |
|      | Nederländerna          | -    | 1      | -     | -    |
|      | Ryssland               | -    | 1      | -     | -    |
| 14   | Japan                  | -    | -      | 2     | 1    |
| 15   | Frankrike              | -    | -      | 1     | 1    |
|      | Serbien                | -    | -      | 1     | 1    |
| 17   | Argentina              | -    | -      | 1     | -    |
|      | Tyskland               | -    | -      | 1     | -    |
| 19   | Serbien och Montenegro | -    | -      | -     | 2    |
| 20   | Slovenien              | -    | -      | -     | 1    |
|      | Sydkorea               | -    | -      | -     | 1    |